# Лекавичюс, Юозас Юозович
Юозас Юозо Лекавичюс — советский литовский хозяйственный деятель, Герой Социалистического Труда.

## Биография
Родился в 1914 году в Пуоджюнасе.
В 1948-1974 — звеньевой колхоза «Каролис Пожела» Ионишкского уезда Литовской ССР.
Указом Президиума Верховного Совета СССР от 27 апреля 1949 года присвоено звание Героя Социалистического Труда с вручением ордена Ленина и золотой медали «Серп и Молот».
Депутат Верховного Совета Литовской ССР 3-го созыва. 
Умер в Литве после 1986 года. 

## Награды и звания
- Герой Социалистического Труда (27.04.1949)
- Орден Ленина (27.04.1949)